# 문서 파일 포맷
문서 파일 포맷(document file format)은 기억 장치에, 특히 컴퓨터에 의해 사용할 목적으로 문서를 저장하기 위한 텍스트 또는 이진 파일 포맷이다. 현재 수많은 비호환 문서 파일 포맷들이 존재한다.

## 일반적인 문서 파일 포맷
- ASCII, UTF-8 — 플레인 텍스트 포맷
- .doc
- DjVu
- 닥북
- HTML (.html, .htm)
- 픽션북 (.fb2)
- 오피스 오픈 XML
- 오픈도큐먼트
- OpenOffice.org XML
- OXPS
- PalmDoc
- 페이지(Pages) 제품을 위한 .pages
- PDF
- 포스트스크립트 —  .ps
- 서식 있는 텍스트 포맷(RTF)
- SYmbolic LinK(SYLK)
- 스케일러블 벡터 그래픽스 (SVG)
- TeX
- TEI
- Troff
- 유니폼 오피스 포맷 - 중국 표준
- 워드퍼펙트 (.wpd, .wp, .wp7, .doc)

## 같이 보기
- 오픈 포맷